# 鹽水港製糖
鹽水港製糖株式會社（簡稱鹽糖），是一家以砂糖產銷為本業的日本製糖企業，於台灣日治時期1903年12月創立於鹽水港廳岸內庄，為臺灣日治時期四大製糖會社中規模最小者。鹽水港製糖在終戰前的本社位在新營街，在台灣有4座製糖所、3座酒精工場，在日本內地有2座製糖工場。
二戰後，鹽水港製糖於臺灣的資產由臺灣糖業公司接收，改為「臺糖第四區分公司」；日本內地的資產改為「鹽水港精糖株式會社」至今，本社位在日本東京都。

## 沿革

### 會社成立
臺灣總督府在1902年公布《台灣糖業獎勵規則》後，台灣南部的仕紳王雪農、劉神嶽、翁煌南、黃錦興、葉瑞西、郭升如等台灣人在1904年2月籌組了「鹽水港製糖會社」，資本額30萬圓，並以原臨時臺灣糖務局技師堀宗一擔任技師長，規劃在鹽水港廳岸內庄設立了壓榨能力350噸的製糖工場。鹽水港製糖會社向札幌製糖會社無償借用甜菜糖製造機械，並透過台北的英商三美路商會，向英國的訂了主要機械、輕便鐵道鋪設所需的材料。原預計在1904年11月即可完工，但因來自英國的設備遲到，加上札幌製糖的機械安裝困難，導致在1905年4月才完工並開始營業。然而，接二連三的問題像是：製糖機械不時故障、大雨沖毀輕鐵橋梁而改用竹筏將原料送到工場，而6月18日的大暴雨更使汽罐故障，使工場無法運作。
鹽水港製糖會社在設立後不久即面臨虧損和資金缺乏，然而恰好適逢日俄戰爭後的經濟好轉，為了避免既有的原料採區域被爭奪，在堀宗一向有力人士的拜訪下，以荒井泰治為中心的日人資本家，以資本金500萬圓在1907年3月創立「鹽水港製糖株式會社」，繼承鹽水港製糖會社的所有事務，並於東京證券市場公開上市，日人持股比例佔81%，成為了日本人資本系統的會社。荒井泰治是社長兼董事，堀宗一、槙哲是常務董事，董事為賀田金三郎、酒井靜雄、王雪農，監察人為安部幸兵衛、村井彌市郎、藤崎三郎助、劉神嶽。之後規劃將岸內的製糖工場擴增至550噸，並在新營庄新設1,000的製糖工場，在1908年12月完工，之後將本社遷到新營庄。
另外，技師岡田祐二在去了爪哇島視察後，將「耕地白糖」的製造技術引進台灣，於1909年（明治42年）在岸內工場首次生產了660噸的耕地白糖，是日本首次生產耕地白糖；同年5月20日 ，台湾最初的糖業旅客鐵路開始營業（新営庄－塩水港間）。1910年（明治43年）9月，合併「高砂製糖株式會社」並獲得「旗尾工場」，資本額增為750萬圓。1911年4月，開始建設岸內製糖所第二工場，並在10月完工。

### 開發台灣東部及快速發展
荒井泰治等人在1910年為了開發台灣東部，成立了「台東拓殖合資會社」，在1912年8月改組為「台東拓殖製糖株式會社」，設立鯉魚尾新式製糖廠（500噸，1918年1月改稱壽工場）、針塱（40噸）、公埔（60噸）等2處糖廍，並經營農墾、製造樟腦、畜牧、挖礦等事業。1914年（大正3年）7月，鹽水港製糖將臺東拓殖製糖合併，並改稱「鹽水港製糖拓殖株式會社」。為了擴大東臺灣的製糖規模，於1914年11月在璞石閣設立能力60噸的改良糖廍。其挖礦事業在1916年7月讓渡給藤田組和久原礦業株式會社，樟腦事業則在1919年7月讓渡給臺灣製腦株式會社。
為了利用製糖的副產物──糖蜜，鹽水港製糖拓殖於1916年3月設立「打狗酒精工場」，同年6月開始運作。1917年12月，將新塱、璞石閣糖廍廢止，改在公埔庄設置能力60噸的「里行工場」。1918年7月，設立「壽酒精工場」。另外，於1918年10月在旗尾工場試驗了用爪哇進口的原糖生產「再製白糖」，由於生產成果良好，岸內及新營工場亦改使用此方式製糖。1919年10月，設立「大阪精製糖工場」，在1920年8月開始製糖。
1920年4月，資本額增加1,375萬圓，總額達到2,500萬圓，使鹽水港製糖成為當時臺灣東部地區最大的企業機構。因拓殖事業已告一段落，並準備擴大糖業發展，於同年6月將公司名稱改回「鹽水港製糖株式會社」。於1921年1月，設置馬太鞍工場（同年3月改稱大和工場），以鳳林的北清水溪為原料採集區界線，並將公埔、里行糖廍廢止。1921年7月，鹽水港製糖合併了1917年設立於高雄的旁系會社──泰昌冰糖株式會社。1925年11月，併購了台南製株式會社的兩處改良糖廍無水藔工場、山杉林工場。1926年1月，前述兩處改良糖廍併入旗尾工場。1927年2月，「林本源製糖株式會社」而獲得了溪州工場；同年6月併購併購「東京精糖株式會社」、「恆春製糖合資會社」（恆春工場），而資本金達到5,850萬圓。然而，正當鹽水港製糖積極擴大規模時，鹽水港製糖的第四大股東鈴木商店受到1927年的昭和金融恐慌影響而破產，使得鹽水港製糖在同年12月將旗尾、恆春工場賣給臺灣製糖株式會社，而資本額在1929年10月減半至2,925千萬圓。
因大和工場設置初期原料供應不穩定，其與花蓮港製糖所壽工場經常相互支援。隨著製糖重心逐漸南移，1929年大和工場的產量開始超過壽工場，成為鹽水港製糖在花東地區的生產主力。1936年，增設新營製糖所第二工場，以及在柳營庄設立新營酒精工場。1938年5月，增資至6,000萬圓。在1939年，鹽水港製糖的社員有694人（台灣人626人、內地人67人），短期雇用有1,708人（台灣人1,494人、內地人214人）。

### 第二次世界大戰後
戰後，1945年（昭和20年）11月，鹽水港製糖在臺灣的資產被國民政府接收，同大日本製糖、臺灣製糖、明治製糖的在臺資產皆併入臺灣糖業公司。鹽水港製糖改為「臺灣糖業公司第四區分公司」，而位於花蓮的大和工場則被更名為花蓮港糖廠；因壽工場受損較嚴重且產量小於大和工場，故臺糖決定將其廢棄。
鹽水港製糖在日本內地的資產在1950年由新設立的「塩水港倉庫株式會社」繼承，其於1950年改稱「塩水港精糖株式會社」。特別的是，由於鹽水港製糖在台灣協會學校於1919年改制為拓殖大學時捐款最多，拓殖大學在2020年的150周年紀念會向鹽水港精糖頒發了感謝狀。

## 社長
- 王雪農：1903年至1907年
- 荒井泰治：1907年至1917年
- 槙哲：1917年至1928年
- 入江海平：1928年至1929年
- 槙哲：1931年至1939年
- 岡田幸三郎：1939年至1943年
- 田口弼一：1943年至1945年

## 工場
| 名稱         | 名稱         | 位置                                 | 由來       | 能力    | 產品           | 備註               |
| ------------ | ------------ | ------------------------------------ | ---------- | ------- | -------------- | ------------------ |
| 新營製糖所   | 第一工場     | 臺南州新營郡新營街新營65番地         | 1908年設立 | 1,000噸 | 耕地白糖       |                    |
| 新營製糖所   | 第二工場     | 臺南州新營郡新營街新營65番地         | 1936年設立 | 1,200噸 | 耕地白糖       |                    |
| 岸內製糖所   | 第一工場     | 臺南州新營郡鹽水街岸內               | 1904年設立 | 550噸   | 耕地白糖       |                    |
| 岸內製糖所   | 第二工場     | 臺南州新營郡鹽水街岸內               | 1911年設立 | 700噸   | 耕地白糖       |                    |
| 溪州製糖所   | 溪州工場     | 臺中州北斗郡溪州庄                   | 1927年併入 | 1,950噸 | 耕地白糖、粗糖 |                    |
| 花蓮港製糖所 | 大和工場     | 花蓮港廳鳳林郡鳳林街上大和1214-1番地 | 1920年設立 | 550噸   | 粗糖           |                    |
| 花蓮港製糖所 | 壽工場       | 花蓮港廳花蓮郡壽庄壽579番地          | 1913年設立 | 500噸   | 粗糖           |                    |
| 東京工場     | 東京工場     | 東京市芝區西芝浦                     | 1927年併入 | 200噸   | 精糖           |                    |
| 大阪工場     | 大阪工場     | 大阪市此花區西野下之町               | 1920年設立 | 200噸   | 精糖           |                    |
| 壽酒精工場   | 壽酒精工場   | 花蓮港廳花蓮郡壽庄                   | 1919年設立 | 50石    | 酒精           |                    |
| 高雄酒精工場 | 高雄酒精工場 | 高雄州高雄市入船町五丁目18番地       | 1916年設立 | 120石   | 酒精           |                    |
| 新營酒精工場 | 新營酒精工場 | 臺南州新營郡柳營庄                   | 1936年設立 | 165石   | 酒精           |                    |
| 旗尾工場     | 旗尾工場     | 高雄州旗山郡旗山街                   | 1910年併入 |         |                | 1927年賣給臺灣製糖 |
| 恆春工場     | 恆春工場     | 高雄州恆春郡恆春街                   | 1927年併入 |         |                | 1927年賣給臺灣製糖 |

## 製糖鐵道

### 車站一覽
| 二林線（田中─二林）                                  |          |                  |              |
| *原 林本源製糖二林線 *明治43年（1910年）9月14日 開業 |          |                  |              |
| 車站名                                               | 營業里程 | 備考             | 所在地       |
| 田中                                                 | 0        |                  | 彰化縣田中鎮 |
| 中潭                                                 | 0.8      |                  | 彰化縣田中鎮 |
| 外三                                                 | 3.6      | 舊名「外三塊厝」 | 彰化縣田中鎮 |
| 鎮平                                                 | 5.2      |                  | 彰化縣田尾鄉 |
| 田尾                                                 | 8.0      |                  | 彰化縣田尾鄉 |
| 北斗                                                 | 9.9      |                  | 彰化縣北斗鎮 |
| 北勢                                                 | 10.4     |                  | 彰化縣北斗鎮 |
| 溪州                                                 | 14.0     |                  | 彰化縣溪州鄉 |
| 溪墘厝                                               | 15.4     |                  | 彰化縣溪州鄉 |
| 路口厝                                               | 17.7     |                  | 彰化縣埤頭鄉 |
| 大灣                                                 | 20.0     |                  | 彰化縣竹塘鄉 |
| 竹塘                                                 | 21.2     |                  | 彰化縣竹塘鄉 |
| 鹿寮                                                 | 23.2     |                  | 彰化縣竹塘鄉 |
| 外蘆竹塘                                             | 25.0     |                  | 彰化縣二林鎮 |
| 番子田                                               | 26.4     |                  | 彰化縣二林鎮 |
| 二林                                                 | 29.3     |                  | 彰化縣二林鎮 |

| 新營─布袋                       |          |      |              |
| *明治42年（1909年）5月20日 開業 |          |      |              |
| 車站名                          | 營業里程 | 備考 | 所在地       |
| 新營                            | 0        |      | 臺南市新營區 |
| 工場前                          | 0.7      |      | 臺南市新營區 |
| 太子宮                          | 5.4      |      | 臺南市新營區 |
| 南門                            | 7.3      |      | 臺南市鹽水區 |
| 塩水                            | 8.5      |      | 臺南市鹽水區 |
| 岸內                            | 9.6      |      | 臺南市鹽水區 |
| 義竹                            | 11.5     |      | 嘉義縣義竹鄉 |
| 安溪寮                          | 15.1     |      | 嘉義縣義竹鄉 |
| 前東港                          | 19.1     |      | 嘉義縣布袋鎮 |
| 布袋                            | 21.4     |      | 嘉義縣布袋鎮 |

## 文化資產
鹽水港製糖在由臺糖接收後，相關設施仍續續使用，部分保留至今而被登錄為文化資產，例如「原鹽水港製糖株式會社總社辦公室」、「台糖柳營酵母暨飼料工廠」（原新營酒精工場）、「原鹽水港製糖株式會社岸內製糖所實驗室」、「花蓮糖廠製糖工場」（原花蓮港製糖所大和工場）等。

原鹽水港製糖株式會社總社辦公室，為建於1908年的仿歐洲古典式建築，作為當時的事務所及會議室使用。戰後為台灣糖業公司第四區分公司辦公室，內有工務、農務、運輸組及實驗改良場，後為業務課辦公室，最後為物料股辦公室，目前閒置中。

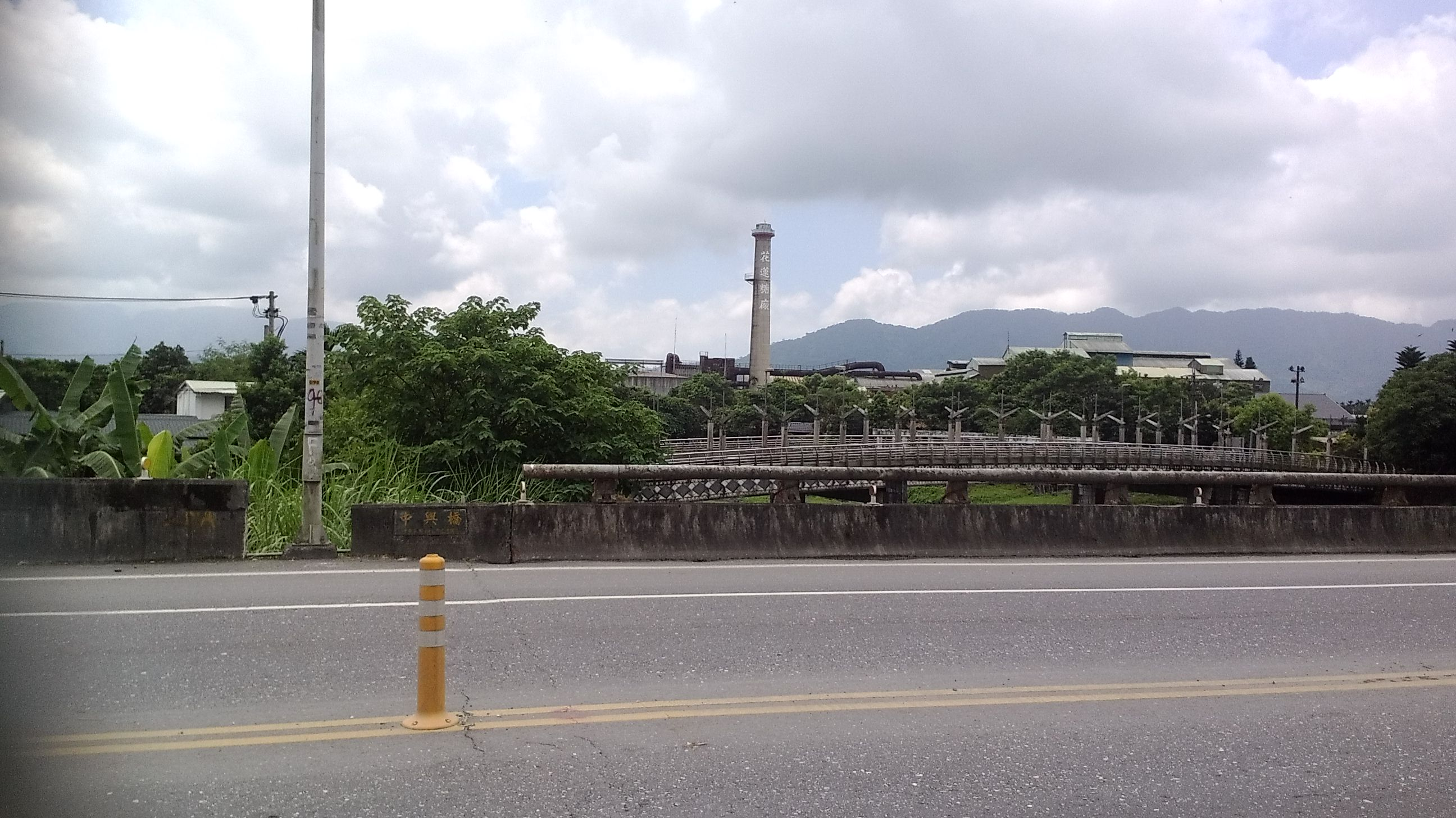
花蓮糖廠
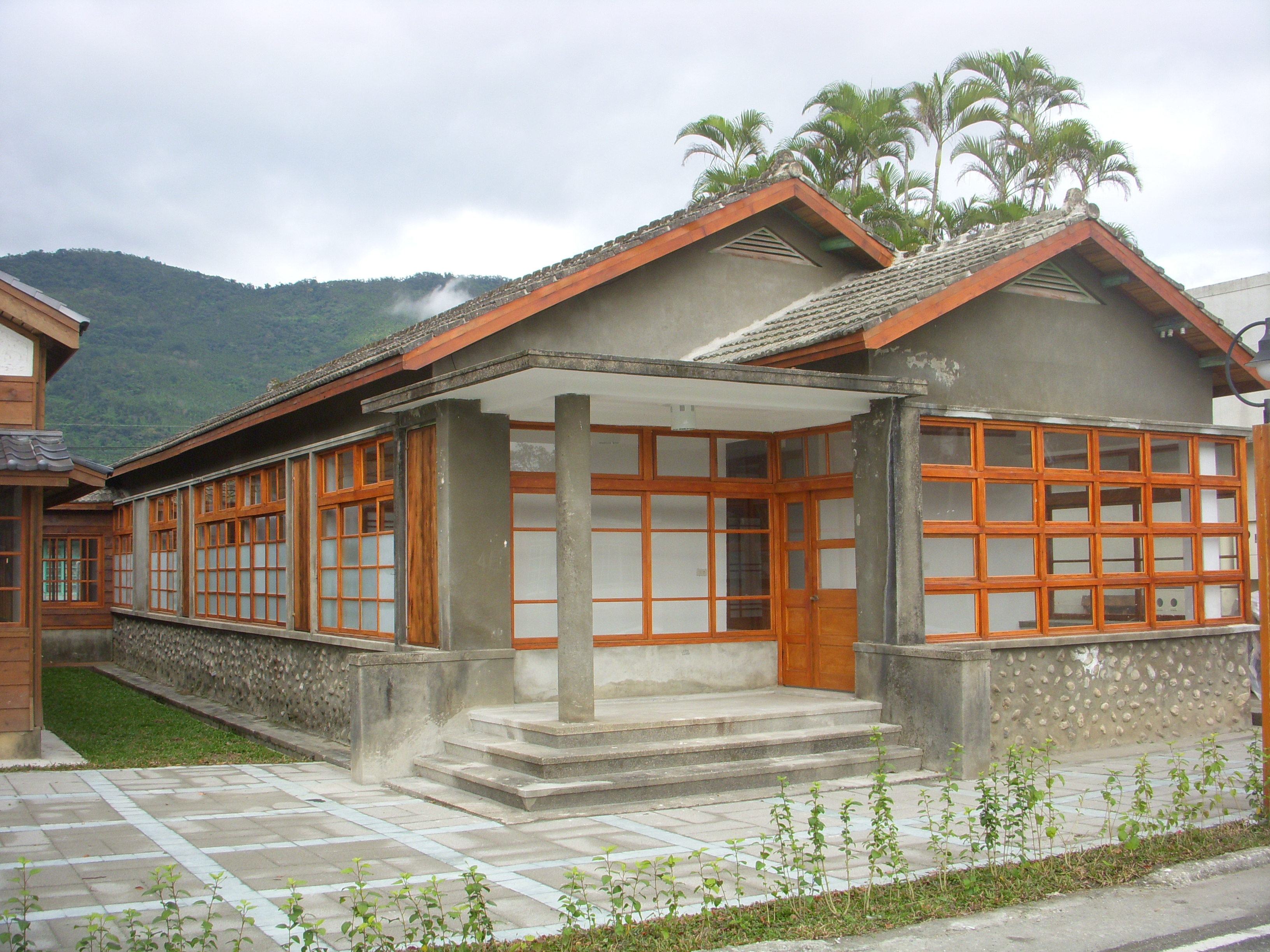
花蓮糖廠宿舍
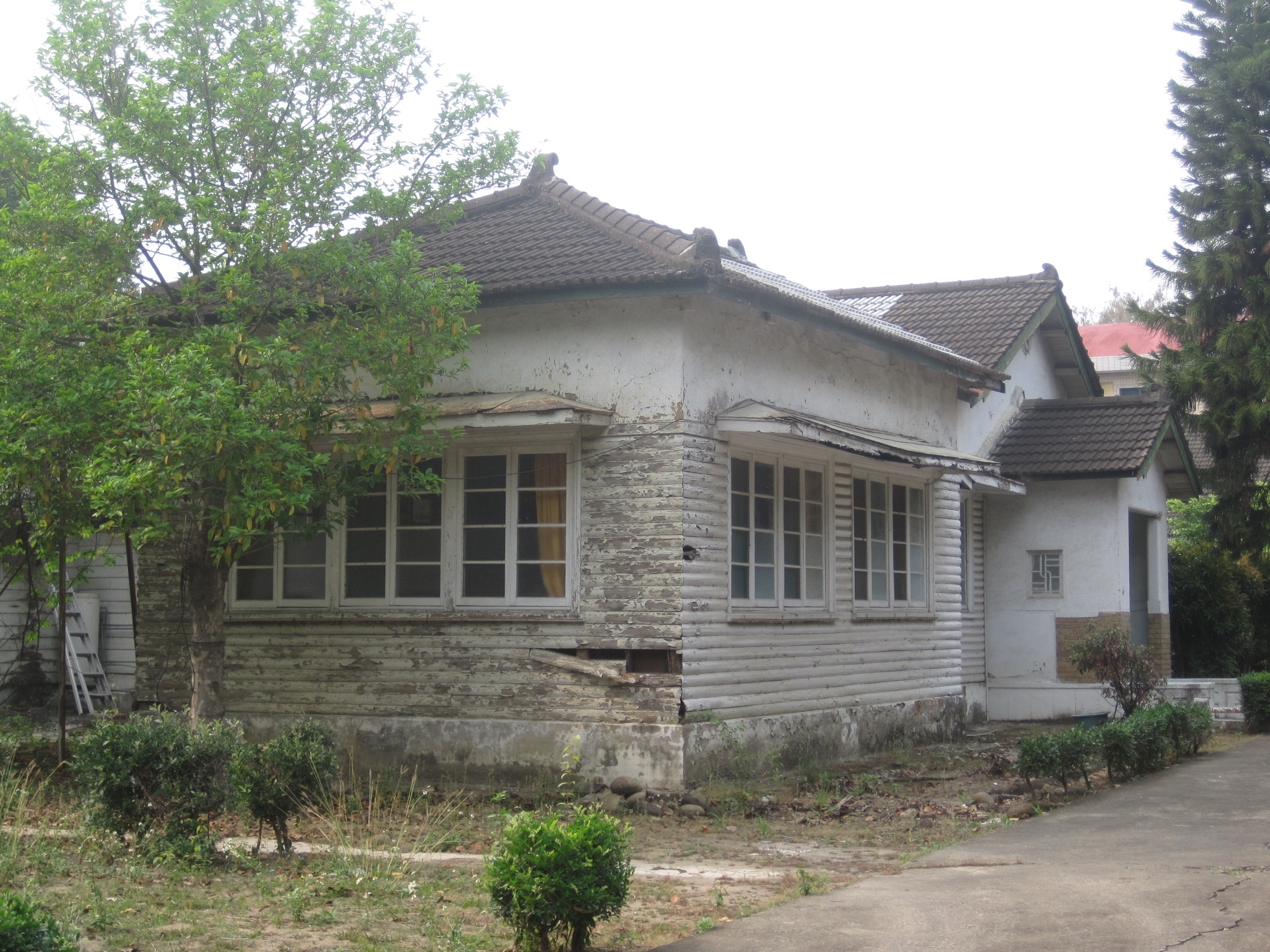
新營糖廠第一公差宿舍

## 其他
- 1945年日本投降後，中華民國接管臺灣。當時糖廠上煙囪寫著「鹽水製糖株式會社」，被來臺的中國人看到，還脫口而出「日本人好厲害，鹽水也能用來製糖」，鬧出許多笑話。[5]:81

## 延伸閱讀
- 《臺湾に於ける某製糖會社の蔗園經營に就て》（日語），白井修，臺北帝國大學附屬農林專門部，1941（页面存档备份，存于）

## 外部連結
- 塩水港精糖株式会社（页面存档备份，存于）
- 臺灣總督府資料庫（页面存档备份，存于）
- 鹽水港製糖 - 台灣製糖工廠百年文史地圖（页面存档备份，存于）